# Cornelia Jakobs
Anna Cornelia Jakobsdotter Samuelsson (Nacka, 9 de marzo de 1992), más conocida como Cornelia Jakobs, es una cantante y compositora sueca. Además, es hija del cantante de The Poodles, Jakob Samuel, y nieta del sacerdote y autor Bengt Samuelsson y de la directora y compositora Kerstin Nerbe. Actualmente, vive en Sköndal, al sur del centro de Estocolmo.
Tras su victoria en el Melodifestivalen 2022, representó a Suecia en el Festival de la Canción de Eurovisión 2022 en Turín.

## Carrera profesional
Jakobs comenzó su carrera como miembro del grupo de chicas Love Generation, que participó en Melodifestivalen 2011 y 2012. La candidatura de Love Generation de 2011, "Dance Alone", alcanzó el puesto 26 en Sverigetopplistan.
Por otro lado, también hizo una audición para Idol 2008 y recibió algo de presión después de que los jueces se burlaran de ella.
En 2020, Jakobs compuso e interpretó la canción "Weight of the World", que se convirtió en la banda sonora de la serie Björnstad de HBO Nordic.
En 2022 lanzó su carrera en solitario y participó de nuevo en el Melodifestivalen de ese año, esta vez con la canción "Hold Me Closer", que se clasificó para la final del 12 de marzo. Finalmente, ganó el voto del jurado internacional con 76 puntos y fue la segunda opción del público con 70 puntos. Esto le valió para ganar el certamen con 146 puntos en total y, así, representar a Suecia en el Festival de la Canción de Eurovisión 2022. En Turín consiguió ganar la segunda semifinal del festival y obtuvo el cuarto puesto en la Gran Final del 14 de mayo, la mejor posición de Suecia desde su victoria en 2015.  

## Discografía

### Sencillos
- 2018: Late Night Stories
- 2018: All the Gold
- 2018: You Love Me
- 2018: Animal Island
- 2018: Shy Love
- 2018: Locked Into You
- 2019: Hanging On
- 2020: Dream Away
- 2020: Weight of the World
- 2022: Hold Me Closer